# ジョア (飲料)
ジョア（Joie）は、株式会社ヤクルト本社が製造・販売する飲むヨーグルト（ヨーグルト飲料）である。

## 概要
ヤクルト本社は、創業から長らくの間、ヤクルトのみを製造・販売していた。しかし、1960年代に入ると消費者の食生活が洋風化するとともに嗜好が多様化し、ヤクルトの単品販売だけでは時代の変化に追随できなくなることが危惧されるようになった。また、ヤクルトは乳酸菌シロタ株（ラクトバチルス・カゼイ・シロタ株）の摂取を目的とした製品であり、牛乳等と比較するとその栄養価は十分とは言えなかった。さらに、ヤクルトは飲用者の約6割を子供が占めていたため、大人向けの製品が求められていた。そこで、ヤクルト本社では、
- 牛乳と同等の栄養価があること
- ヤクルトと異なった風味で、かつ、様々な風味を提供できること
- 成人が飲んでも満足できる容量にすること
- 乳酸菌シロタ株を含有していること

をコンセプトに新たな商品を開発。1970年（昭和45年）11月にジョアが発売された。「ジョア」（Joie）は、フランス語で「喜び」を意味する。ジョアの販売のピークは1972年（昭和47年）で、1日あたりの出荷量が177万本を記録した。

## 沿革
- 1970年（昭和45年）11月 - ジョア発売（プレーン、マンダリン、ブラックカーラント）。
- 1976年（昭和51年） - 「ジョア ストロベリー」発売[3]。
- 1981年（昭和56年） - パッケージデザインを2代目にリニューアル[4]。
- 1992年（平成4年） - パッケージデザインを3代目にリニューアル。ロゴを「ジョア」から「Joie」に変更[4]。
- 1998年（平成10年） - パッケージデザインを4代目にリニューアル。特定保健用食品の表示許可を受け、パッケージに「特定保健用食品」の表示をした（プレーンのみ）[4]。
- 2000年（平成12年） - 「ジョア ブルーベリー」発売[3]。
- 2004年（平成16年） - パッケージデザインを5代目にリニューアル。ロゴを「Joie」から「ジョア」に戻す[4]。
- 2008年（平成20年）10月 - パッケージデザインを6代目にリニューアル。「ジョア 白ぶどう」発売[3][5]。
- 2009年（平成21年）6月 - 初めての期間限定商品となる「ジョア 期間限定」（夏みかん風味）を発売[1][6]。
- 2010年（平成22年）
  - 6月 - 「ジョア 期間限定 マンゴー風味」を期間限定で発売[1][7]。。
  - 11月 - 「ジョア 期間限定 ゆず風味」を期間限定で発売[1][8]。
- 2011年（平成23年）
  - 2月 - 「ジョア オレンジ」を期間限定で発売[9]。
  - 9月 - 「ジョア ラ・フランス味」を期間限定で発売[10]。
- 2012年（平成24年）
  - 6月4日 - パッケージデザインを7代目にリニューアル[4]。
  - 6月4日 - 「ジョア トロピカルミックス味」を期間限定で発売[4]。
  - 10月 - 食べるタイプ の「ジョア アロエ」、「ジョア ブルーベリー」を発売[11]。
  - 10月 - 「ジョア  アップル」を期間限定で発売[12]。
- 2013年（平成25年）
  - 6月 - 「ジョア  ピーチ」を期間限定で発売[13]。
  - 9月 - 「ジョア  レモン」を期間限定で発売[14]。
- 2015年（平成27年）
  - 2月 - 「ジョア プルーン 1日分の鉄」を期間限定で発売[15]。
  - 6月 - ジョアをリニューアル。「ジョア 白ぶどう」に代えて「ジョア マスカット」を発売[16]。
- 2016年（平成28年）
  - 9月 - 「ジョア 贅沢オレンジ」を期間限定で発売[17]。
  - 9月 - 「ジョア マスカット」をリニューアル[18]。
- 2017年（平成29年）
  - 2月 - 「ジョア 手摘みりんご」を期間限定で発売[19]。
  - 3月 - 「ジョア ローズ&カシス」を期間限定で発売[20]。
  - 5月 - パッケージデザインをリニューアル[21]。
  - 5月 - 「ジョア 手摘みキウイ」を期間限定で発売[22]。
  - 7月 - 「ジョア 旬のピーチ」を期間限定で発売[23]。
  - 10月 - 「ジョア まろやかハニー」を期間限定で発売[24]。
- 2020年（令和2年）
  - 3月 - リニューアルを実施し、小容量タイプ（80ml）を発売[25]。

## 製品
1970年の発売当初は、プレーン、マンダリン、ブラックカーラントの3種類の風味が発売された。その後、商品の風味は何度か変更され、2018年現在ではプレーン、ストロベリー（1976年発売）、ブルーベリー（2000年発売）、マスカット（2015年発売。なお、前身の白ぶどうは2008年発売）が定番商品として発売されている。かつてはジョア ライトやジョア マイルドといった製品もあった。また、商品の多様化などに伴い売り上げが減少したため、2009年6月からは3-4ヶ月ごとに期間限定商品も発売している。
2018年時点の通常製品は以下の通り。各製品とも内容量は125ml。
- ジョア プレーン - 特定保健用食品（シロタ株 12.5億個以上/本）。カルシウム220mg。ビタミンＤを他の製品より多い3.8μg含有[27]。
- ジョア ストロベリー - ストロベリー味。カルシウム220mg、ビタミンＤ2.5μg含有[28]
- ジョア ブルーベリー - ブルーベリー味。カルシウム220mg、ビタミンＤ2.5μg含有[29]
- ジョア マスカット - マスカット味。カルシウム220mg、ビタミンＤ2.5μg含有。さらに鉄6.8mgを含み栄養機能食品に指定されている。また、プレーンに比べてカロリーが45%低い[30]

## 容器
くびれのある容器のデザインは、ヤクルトと同じくインテリアデザイナーの剣持勇による。容器はポリスチレン製。
ふたはかつてはアルミ箔製であったが、 2008年（平成20年）10月の6代目パッケージからポリスチレンに変更。容器と同素材のため一括廃棄が可能になった。この容器は日本包装技術協会主催の2009日本パッケージコンテストで「ジャパンスター賞」、アジア包装連盟主催のアジアスター2009コンテストで「アジアスター賞」、世界包装機構主催のワールドスター2009コンテストで「ワールドスター賞」を受賞している。

## CM出演者
- ちあきなおみ
- 小柳ルミ子（オリジナルCMソングも担当）
- 大滝裕子
- 荒木大輔
- 夏川結衣
- 鈴木杏樹
- 高橋克典
- はな
- 深津絵里
- 剛力彩芽
- 温水洋一
- SixTONES
- 仲里依紗

ほか